# اوبیور
اوبیور (به فرانسوی: Aubure) یک کمون در فرانسه است که در او-رن واقع شده‌است. اوبیور ۴٫۹ کیلومتر مربع مساحت دارد ۸۰۰ متر بالاتر از سطح دریا واقع شده‌است.